# Mistero (teatro)
Il mistero, dal latino medievale misterium (cerimonia), è un genere teatrale apparso nel XV secolo, durante il Basso medioevo. La forma drammatica prevedeva l'utilizzo del verso e della lingua volgare. I dialoghi erano scritti per un pubblico molto vasto e raccontavano storie e leggende che l'immaginazione e la credenza popolare avevano nutrito. La rappresentazione scenica prevedeva soggetti intrisi di reale e sovrannaturale tratti soprattutto dalla Bibbia, tra cui uno dei più comuni era la Passione di Cristo.
Nel Medioevo i drammi liturgici erano anche chiamati con altri nomi: in Italia funzione, in Spagna misterios o autos (atti), in Francia mistère (poi mystère).

## Genesi
I misteri nacquero dunque come forma rappresentativa degli avvenimenti biblici narrati nelle Sacre Scritture della religione cattolica. Dopo la caduta dell'Impero romano d'Occidente, scomparvero anche le rappresentazioni teatrali, e la Chiesa rimase unica detentrice dell'attività dell'intrattenimento, esclusa l'opera dei giullari di corte e delle feste popolari. Le prime testimonianze di "drammatizzazione" della Bibbia sono limitate esclusivamente alla rappresentazione, in ambito liturgico, di alcuni avvenimenti della vita di Gesù. Si tratta dell'inserimento nella liturgia ecclesiastica di brevi dialoghi cantati alternativamente dal celebrante e dal coro o da due parti distinte del coro. La progressiva evoluzione dell'interpretazione portò alla nascita dei Misteri, il cui intento era appunto la presentazione, fuori dalle mura della chiesa, di un avvenimento biblico per portarlo a conoscenza dei fedeli tramite la rivisitazione in chiave prettamente teatrale.

## Tematiche
Le tematiche dei Misteri, intesi come un'illustrazione plastica dei misteri della fede per volgarizzarli tra il popolo, erano esclusivamente legate all'universo della Bibbia: passione di Cristo, vite dei santi, dei martiri ed episodi dei protagonisti delle Sacre Scritture. C'era tuttavia una rivisitazione in chiave moderna, che coinvolgeva soprattutto l'apparato scenico e la matrice letteraria: oltre all'utilizzo della lingua volgare, che prevedeva quindi un adattamento dell'originale testo latino, la scena era spesso allestita con grande uso di costumi e convenzioni medievali, sempre però in pieno rispetto del fatto biblico. Nel tempo, infatti, le società organizzatrici di rappresentazioni predilessero sempre più quegli episodi in cui era possibile garantire un vasto utilizzo di effetti speciali, rendendo i misteri vivide rappresentazioni teatrali.

### Testi cantati
Dopo una lunga parentesi, il teatro rinasce nell'Europa occidentale verso il X secolo allorquando la liturgia pasquale in alcune chiese comincia a mettere in scena dei testi drammatici, il più antico dei quali è senza dubbio il Quem quaeritis.« Chi cercate, servitori del Cristo? » domanda un angelo alle tre Marie venute a radunarsi davanti al sepolcro dove era sepolto il corpo di Cristo. « Gesù di Nazareth » rispondono le sante donne; l'angelo annunzia così loro la sua resurrezione. Il manoscritto della Regularis Concordia compilato alla fine del X secolo dal vescovo di Winchester fornisce su questo passo delle preziose indicazioni sceniche.
Il Quem quaeritis ispirerà in seguito le recitazioni natalizie, dove l'angelo si rivolge questa volta ai pastori e ai re magi. Intorno a questi nuclei drammatici si aggiungeranno nuove scene, come nel Massacro degli innocenti dove appare Erode, il « cattivo » archetipico del teatro inglese fino al Rinascimento. I periodi di Pasqua e Natale resteranno i due momenti più fecondi dell'anno liturgico per lo sviluppo del teatro religioso.
Questi primi testi drammatici in latino erano cantati, come testimonia il Daniel di Beauvais o il Jeu d'Hérode di Fleury.

## Caratteristiche dei misteri
Tra il XI e il XV secolo si passa dal coro delle chiese, al sagrato e poi alla strada. Nel XII secolo, queste rappresentazioni drammatiche hanno già acquisito una grande estensione e vi sono spettacoli in lingua volgare, ormai indipendenti dalle cerimonie religiose propriamente dette. La Chiesa offre alla popolazione delle feste-spettacolo di diversi giorni destinate a far vivere la Storia Sacra davanti a un pubblico incolto, completando così l'opera di insegnamento dei bassorilievi e delle vetrate. In Inghilterra, di alcuni spettacoli sono incaricate le corporazioni degli artigiani.
Ai Miracoli (vite dei santi) che sono rappresentati nei luoghi specificamente dedicati a qualche personalità del martirologio, succedono i Misteri, dove l'azione si svolge spesso tra la bocca dell'inferno e l'apparato scenico che simboleggia il Paradiso. In Francia, il « teatro» rappresenta diversi luoghi giustapposti e l'aspetto scenografico ha una funzione sempre più importante. In Inghilterra, i quadri viventi o pageants potevano essere rappresentati su podi, trasportati con carri attraverso la città, ma è possibile che una parte dell'azione si svolgesse anche nella strada davanti ai supporti che servivano per lo scenario.
I testi dei misteri potevano essere molto lunghi: 30.000, 40.000 o addirittura 60.000 versi. I personaggi interpretati potevano numericamente essere 100, 200 e anche 500, senza contare le comparse. Poteva trascorrere una settimana tra le due parti dello stesso spettacolo, che si tenevano spesso nel pomeriggio domenicale. Gli attori volontari non professionisti si riunivano in confraternite. Poteva accadere per esempio che una famiglia di artigiani si trasmettesse di padre in figlio il ruolo del Cristo (o quello di Giuda) nel Mistero della Passione. Per la gente della classe media, artigiani, e preti (essendo annullata la differenza del rango sociale in queste occasioni), era un onore invidiabile prendervi parte, sottoponendosi per giunta a un gravoso lavoro. In alcune "passioni" l'attore che impersonava Cristo doveva recitare quasi 4000 versi. Inoltre, la scena della crocifissione doveva durare come se avvenisse in tempo reale. Si racconta che nel 1437 il curato Nicolle, che stava impersonando la parte di Cristo a Metz, stava sul punto di morire sulla croce, se in tutta fretta non lo si fosse rianimato. Durante la stessa rappresentazione un altro prete, Jehan de Missey, che stava interpretando la parte di Giuda, rimase appeso così a lungo che il suo cuore cedette; fu necessario tagliare la corda che lo legava e portarlo giù.
I misteri si possono dividere in tre cicli:
- I misteri sacri: soggetti biblici, tratti dall'Antico e dal Nuovo Testamento.
- I misteri religiosi: soggetti per la maggior parte tratti dalle vite dei santi, o, meno frequentemente dai miracoli che hanno preso la forma del mistero.
- I misteri profani: soggetti con temi tratti dalla Storia.

## I misteri nei diversi Paesi

### In Inghilterra
I temi, divisi per episodi, introdussero alcuni caratteri salienti del teatro elisabettiano: la distruzione della drammaturgia dei cinque atti, la mistura dell'elemento comico e di quello tragico, il gusto per la drammaticità e la violenza, la cui rappresentazione era vietata nel teatro greco. Tali forme non confluirono però nel teatro elisabettiano direttamente dai Misteri ma soprattutto dalle Moralità.
Le società organizzatrici (fossero esse laicali o di buontemponi) erano solite rappresentare dei cicli di misteri nella stessa città, allestendo nei diversi periodi dell'anno differenti episodi: a noi sono giunti quattro cicli quasi completi, nello specifico quelli di Chester, di York, di Wakefield e di N-Town.
- Ciclo di Chester: databile intorno alla seconda metà del Trecento, si compone di 24 misteri;
- Ciclo di York: successivo al 1350, composto da 48 misteri;
- Ciclo di Wakefield: denominato in passato Ciclo di Towneley per una errata attribuzione, è del 1425 circa, ed è composto da 32 misteri;
- Ciclo di N-Town: denominato una volta Ciclo di Coventry, anch'esso per erronea attribuzione ma la cui moderna attribuzione non è ancora certa, è del 1468 e si compone di 42 misteri.

Gli allestimenti scenici in Gran Bretagna, come quelli europei, potevano avvenire anche su dei carri trainati da buoi, detti pageants, di proprietà della corporazione cui era affidato l'episodio del misteri. Gli attori erano dilettanti, e nei registri delle corporazioni pervenutici si ha notizia dei salari che saltuariamente percepivano.

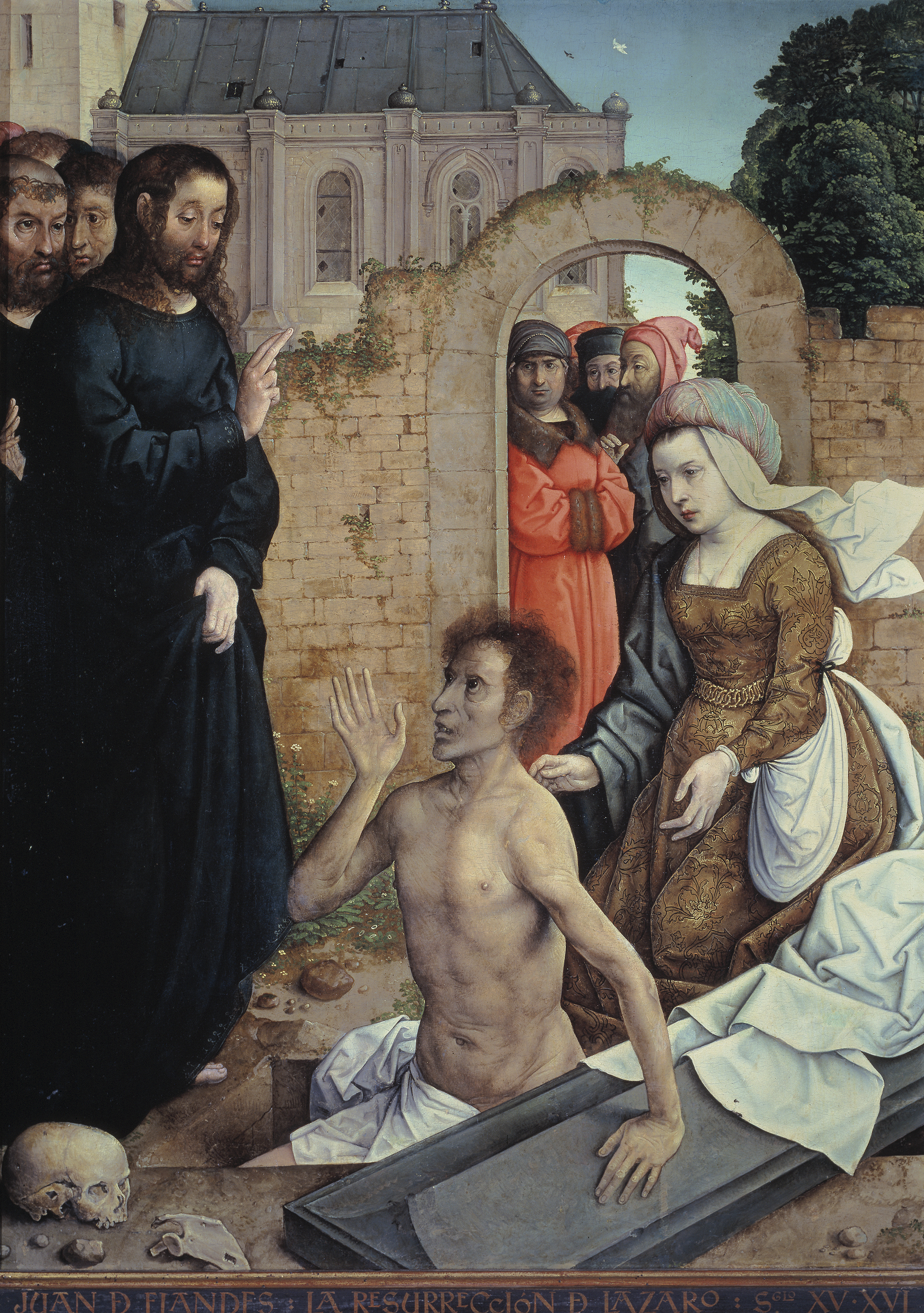
Juan de Flandes, 1500, Resurrezione di Lazzaro : la scenografia pittorica evoca quella del teatro religioso

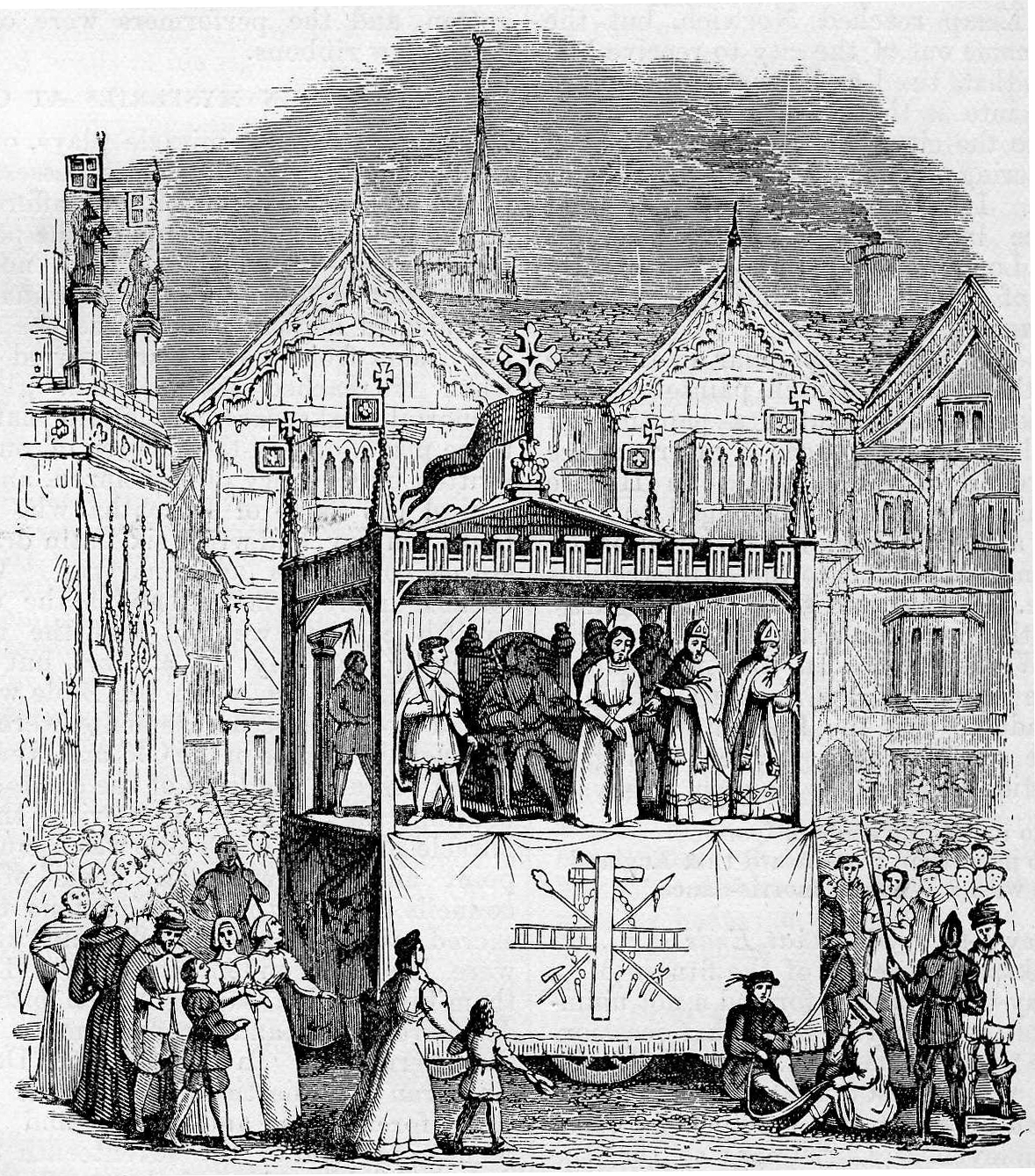
I Misteri di Chester, incisione che illustra il Libro dei giorni di Robert Chamber (XIX secolo)

Ci sono pervenute quattro composizioni religiose quasi intatte, la più completa delle quali è il «ciclo di York», composto da quarantotto quadri. Il «manoscritto di Towneley» è costituito da trentadue quadri; alcuni esperti ipotizzano che facciano parte di un «ciclo» più completo rappresentato un tempo a Wakefield, ma questa opinione non viene condivisa all'unanimità. Il Gioco di Coventry (Ludus Coventriae) o «ciclo di Hegge» sarebbe secondo gli studiosi la stesura scritta di tre antiche parti indipendenti. I ventiquattro quadri del «ciclo di Chester» sarebbero una riscrittura di testi medievali trasmessi dalla tradizione risalenti all'epoca elisabettiana. Ci restano comunque testi di due quadri provenienti da un mistero tratto dal Nuovo Testamento e inscenato a Coventry, un quadro di un gruppo proveniente da Norwich e un altro da Newcastle. Possediamo anche un testo del XV secolo sulla vita di Maria di Magdala e un altro del XVI secolo che mette in scena la conversione di San Paolo. Queste ultime due opere provengono dall'East Anglia. A fianco a queste composizioni in inglese bisogna citare anche tre opere in bretone cornovagliese, gli Ordinalia.
Questi gruppi drammatici sono molto diversi. La maggior parte comprendeva episodi popolari quali la Caduta di Lucifero, la Creazione e la Caduta di Adamo, Caino e Abele, Noè e la sua arca, il Sacrificio d'Isacco, la Natività, la Resurrezione di Lazzaro, la Passione e la Resurrezione. Altri quadri rappresentano la vita di Mosè, la processione dei profeti, il Battesimo di Cristo, la tentazione di Cristo nel deserto, l'Assunzione e l'incoronazione della Vergine.
Alcuni cicli venivano finanziati dalle gilde medievali. I merciai della città di York, in particolare, finanzieranno il quadro del Giudizio universale. Ma le gilde non sono all'origine di tutti gli spettacoli sacri. Se questo è il caso del ciclo di Chester, non vi è nessuna indizio probante sul fatto che gli artigiani fossero all'origine dei Ludus Coventriae né che questi quadri fossero destinati a essere rappresentati su pedane ambulanti.
Il più celebre quadro del manoscritto di Towneley è quello dell'Adorazione dei pastori, un episodio della Natività trattato in stile burlesco, con un ladro di bestiame (Mak) e sua moglie Gill, stabilendo così un parallelo comico tra il Salvatore, l'« agnello di dio » e la bestia rubata. Un altro episodio popolare è quello della discesa di Cristo all'Inferno, che si basa sul vangelo apocrifo di Pilato e che si ritrova sia nel ciclo di York che in quello di Wakesfield.
La riforma anglicana dà il colpo di grazia a un teatro religioso ormai in declino. Il manoscritto di Towneley reca tracce della censura protestante. Nel 1542, Edmund Bonner, vescovo di Londra, pone fine alla rappresentazione dei Misteri nella città. Ma l'influenza di questo teatro si fa ancora sentire nel teatro inglese in epoca elisabettiana.

### In Italia
In Piemonte (e in particolare nella Val di Susa), tra il secolo XIV e il secolo XVIII si rappresentavano dei Mystères in lingua francese, simili a quelli rappresentati nei vicini Briançonnais e Maurienne. Nel paese di Mattie, per esempio, veniva messa in scena l'Historie de Sainte Marguerite, Vierge et Martyre, e la Représentation et martyre des Saints Courneille et Cyprien et Salustie. Nel paese di Giaglione si recitava La passion de Notre Seigneur Jésus Christ selon Saint-Mathieu, e nel paese di Meana si allestiva il Mystére du Martyre de Saint-Constance. Questi Misteri duravano due o tre giorni, con circa 10.000 versi, e una sessantina di personaggi sul palco. Nei Misteri di Mattie due personaggi erano ricorrenti sulla scena, con l'incarico di intrattenere gli spettatori tra un atto e l'altro: l'Heraut (il narratore), e Arlay le Soth (Arlay lo Sciocco, il buffone di cui il pubblico poteva ridere, impersonando lui il candore, l'ingenuità e la credulità).
I Mystères impegnavano tutta la comunità con un dispendio economico e di energie notevole e necessitavano di mesi e mesi di preparazione. Dovevano essere reperiti e adattati i testi, dovevano essere confezionati i costumi, si doveva costruire un grande palcoscenico, era necessario provvedere al decoro della scena e ad assoldare i suonatori e, inoltre, si dovevano distribuire le parti e procedere alle prove. Un enorme sforzo per le piccole comunità alpine che offrivano questa loro fatica a invocazione di una grazia: per far cessare pestilenze o carestie, o per richiedere la protezione di Cristo o dei santi patroni sul villaggio e sulla collettività.
La recita dei Mysteres costituiva un vero e proprio evento che richiamava la popolazione dei villaggi e delle valli vicine nei due o tre giorni in cui, normalmente, si suddividevano gli atti del testo.

### In Francia
Nel corso dei secoli e delle conseguenti riedizioni, molte opere hanno visto il loro titolo modificarsi per passare da quello originale, Mistère, a quello attuale Mystère. A volte è possibile trovare sia l'una che l'altra grafia, a seconda dell'edizione.
In Francia si diffusero soprattutto i misteri sacri e quelli religiosi (denominati anche "miracoli").
Principali misteri francesi:
- Le Miracle de Théophile, di Rutebeuf (circa 1260); 663 versi, messo in scena nel settembre del 1263 o del 1264
- Le Mystère de la Passion d'Arras, attribuito a Eustache Marcadé (circa 1425); 24.944 versi, 4 giorni di rappresentazione
- Le Mystère du siège d'Orléans, di cui non si conosce l'autore (1439)
- Le Mystère de Troie, di Jacques Millet (1463)
- La Passion, d'Arnoul Gréban (1452); 34.574 versi, 400 personaggi, 4 giorni di rappresentazione
- Le Mystère des Actes des Apôtres, di Simon e Arnoul Gréban; 60.000 versi, 494 personaggi
- La Passion, di Jean Michel (1486); 65.000 versi,
- La Résurrection, di Jean Michel; 20.000 versi, 105 personaggi, 3 giorni di rappresentazione
- Le Mystère de Saint Louis, di Pierre Gringoire o Gringore (1514)
- Le Mystère de Sainte Reine, 2 giorni di rappresentazione

La rappresentazione dei misteri fu interdetta in Francia tramite ordinanza del Parlamento di Parigi in data 18 novembre 1548. Ci restano comunque i testi di circa sessanta opere.

### In Spagna
In Spagna tuttora sopravvivono i Misteri d'Elx, in lingua valenciana, che si tengono a Elche. Questa manifestazione religiosa è stata dichiarata dall'UNESCO Patrimonio dell'umanità. Si tratta di una rappresentazione teatrale lirico-religiosa riguardo alla dormizione, assunzione e incoronazione della Vergine Maria. Divisa in due atti, l'opera viene messa in scena ogni anno il 14 e 15 agosto all'interno della Basilica di Santa Maria, nella città spagnola di Elche.
Studi recenti ne situano l'origine intorno alla seconda metà del XV secolo, contraddicendo così le tradizioni locali, che la vogliono relazionata, da una parte, alla conquista dell'Elche mussulmana (1265) e, dall'altra, con il rinvenimento dell'immagine della Vergine, dentro una cassa di legno, il 29 dicembre del 1370, nella vicina località costiera di Santa Pola.

## Musica
- Heinrich Ignaz Franz Biber, nato nel 1644 in Boemia, compose un ciclo di 15 sonate per violino e basso continuo sui misteri del Rosario (Mystery Rosenkranzsonaten) che riprendono la tradizione dei misteri religiosi.
- Nel 1957, Benjamin Britten mise in musica L'arca di Noè (Noye's Fludde), un mistero risalente all'inizio del XV secolo e tratto dal Ciclo di Chester, a partire da un'edizione di Alfred W. Pollard.